# Wilków Wielki
Wilków Wielki (niem. Groß Wilkau) – wieś w Polsce położona w województwie dolnośląskim, w powiecie dzierżoniowskim, w gminie Niemcza.

## Podział administracyjny
W latach 1975–1998 miejscowość administracyjnie należała do województwa wałbrzyskiego.

## Zabytki
Do rejestru zabytków wpisane są następujące obiekty z terenu wsi:
- Kościół Najświętszego Serca Pana Jezusa w Wilkowie Wielkim, filialny, gotycki, wzmiankowany już w 1335 r., wzniesiony lub przebudowany około 1531 r., następnie ponownie przebudowany w XVII w. i restaurowany w XIX w[6]. Filia parafii św. Jana Chrzciciela w Księginicach Wielkich
- zespół zamkowy:
  - zamek w postaci wieży rycerskiej (zachowany portal gotycki z XV w.), która została rozbudowana w 1640 roku przez Krzysztofa Nimitza do zachowanego do dzisiaj renesansowego pałacu. Mury pierwotnej wieży zachowane są w południowo-wschodnim skrzydle.

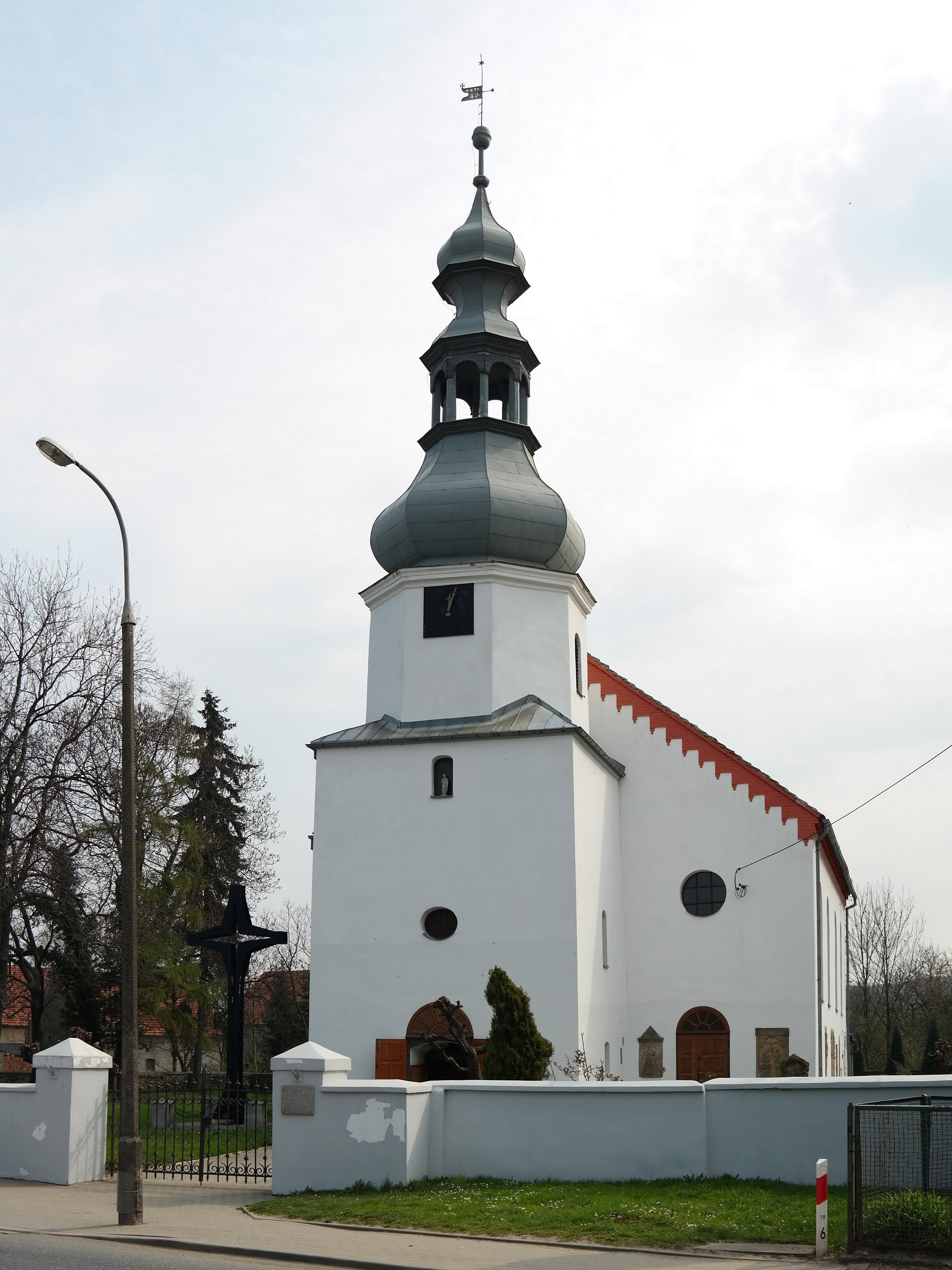
Kościół Najświętszego Serca Pana Jezusa w Wilkowie Wielkim

  - park pałacowy.